# 阿普雷州
阿普雷州（西班牙語：Estado Apure）是委內瑞拉西南部的一個州，西、南為哥倫比亞，東界奧里諾科河，北界阿普雷河，南界梅塔河。面積76,500平方公里，2007年人口473,900人。首府阿普雷河畔聖費爾南多。
1901年建州。下分七個自治市。